# Герб Пари
Герб Пари або Герб штату Пара́ — геральдична емблема та один з офіційних символів бразильського штату Пара.

## Історія
Герб був створений 9 листопада 1903 року законом штату № 912, який передбачав створення герба (або щита) для держави. Його автори: Хосе Кастро Фігейредо (архітектор) та Енріке Санта Роза (історик і географ).

## Опис і символіка
- Самотня зірка: згадує Пару як одиницю Федеративної Республіки Бразилія — на момент проголошення Республіки, єдиної федеративної одиниці, столиця якої була розташована над лінією екватора, факт, представлений на національному прапорі Еспігою, фігурою над лінією азимута.
- Перев'яз: вказує на уявну лінію екватора, яка розрізає штат на півночі.
- Девіз: Sub lege progrediamur, латиною означає «За законом давайте прогресувати».
- Кольори: червоний згадує республіку та кров, пролиту людьми з Пари в різних змаганнях за захист суверенітету країни.
- Щитотримачі: какао і каучукові дерева, згадують основні сільськогосподарські виробництва того часу.
- Орел: гаянською мовою згадує про гордовитість, шляхетність і королівську приналежність народу штату.

## Попередня версія
До офіційного оформлення нинішнього герба в 1903 році від 1901 році як герб штату використовувався герб міста Белен (1626) з такими додатковими елементами:
- Клейнод: Гебр Бразилії.
- Щитотримачі: Прапор Пара (правий), Прапор Бразилії (зловісний).